# Mýrdalssandur
Mýrdalssandur är ett sandområde i republiken Island.   Det ligger i regionen Suðurland, i den södra delen av landet, 180 km öster om huvudstaden Reykjavík.